# 吴淑昆
吴淑昆（1915年—2014年2月13日），湖南长沙人，中华人民共和国戏剧家。

## 生平
早年就读于国立戏剧专科学校（后中央戏剧学院），出演《茶馆》、《蔡文姬》、《日出》等，客串《末代皇帝》、《阳光灿烂的日子》、《我爱我家》等影视剧。
2014年2月13日在北京因病去世，享年99岁。

## 荣誉
1991年，荣获中国话剧艺术研究会表彰荣誉证书，1992年荣获人民艺术剧院元老杯。